# Blaesoxipha apoxa
Blaesoxipha apoxa är en tvåvingeart som beskrevs av Thomas Pape 1994. Blaesoxipha apoxa ingår i släktet Blaesoxipha och familjen köttflugor. Inga underarter finns listade i Catalogue of Life.